# مارگریت و ژولین
مارگریت و ژولیان (فرانسوی: Marguerite et Julien‎) فیلمی به کارگردانی والری دونزلی کارگردان و هنرپیشه فرانسوی است که در سال ۲۰۱۵ منتشر شد. این فیلم برای نخستین بار در بخش مسابقه جشنواره فیلم کن ۲۰۱۵ به نمایش درآمد.

## داستان
فیلم، رابطه و عشق نامتعارف یک خواهر و برادر و عاقبت نافرجام آن را در قرن شانزدهم میلادی به تصویر می‌کشد.

## بازیگران
- آنائیس دموستیه / مارگریت
- ژرمی الکایم / ژولیان